# Адамсон-Ерік
Адамсон-Е́рік (ест. Adamson-Eric, справжнє ім'я — Ерік Карл Хуго Адамсон; 18 серпня 1902 — 2 грудня 1968) — естонський радянський художник, пейзажист, портретист і автор численних натюрмортів. Також працював у різних жанрах декоративно-ужиткового мистецтва — кераміка, розпис по порцеляні, вироби зі шкіри, металеві форми, прикраси, декоративні панно, текстиль та меблі.

## Біографія
Народився 18 серпня 1902 року у місті Тарту і був четвертою дитиною в сім'ї торговця одягом Яана Адамсона і його дружини Анни. Справжнє ім'я — Ерік Карл Хуго Адамсон.
Початкову освіту отримав вдома і в початковій школі Коорітсе. У 1910-1918 роках навчався в Тарту, в I-й Олександрівській гімназії. З 1919 по 1920 — в гімназії Хуго Треффнера, яку не закінчив. У 1920-1923 роках був вільним слухачем факультету права Тартуського університету і навчався в художній школі «Паллас». З 1923 по 1924 — навчався в Берліні, в художньо-промисловій школі Шарлоттенбургу, якою керував професор Харольд Бенген. У 1924–1927 роках вивчав мистецтво у вільних академіях Парижу — Колароссі (викладачі Бернхард Наудін, Шарль Герін), Рансона (викладачі Роже Біс'єр і Жорж Брак), Монпарнасу (Андре Лот і Моісей Кіслінг), приватній академії Василя Шухаєва.
У 1925 році мандрував Італією, проїхав від Генуї до Неаполя, відвідав Капрі. Восени 1926 — подорожував Фінляндією. У 1927 році — вступив до Естонського центрального товариства художників образотворчого мистецтва (EKKKÜ), членом якого був до 1936 року.
У 1929 — відвідав Ленінград та Москву. Також мандрував Європою. У Польщі зупинявся у Варшаві і Кракові. В Австрії — у Відні та Цюриху. Потім — повернувся до Парижу, де прожив півроку.
У 1931 році подорожував Піренеями, зупинявся в селищі Сен-Жан-П'є-де-Пор. Восени — почав мандрівку Іспанією, взимку — надовго зупинився на Майорці. Навесні 1932 року продовжив подорож Іспанією. Згодом повернувся до Естонії, в основному жив у Таллінні і в період 1932-1935 років був представником EKKKÜ в уряді, членом правління і віце-головою товариства. А з 1935 по 1940 рік був членом Товариства прикладного мистецтва (RaKü).
Восени 1933 року проїхав через Центральну Європу в Грецію, до кінця травня 1934 року жив в Афінах. Потім — повернувся до Естонії, де на хуторі Комсі, що належав матері художника, малював пейзажі околиць.
У 1935 році подорожував півднем СРСР і малював в Сухумі. 2 січня 1936 року в Талліні одружився з Марі Адамсон. А у 1938 році поїхав до Фінляндії, малював в Кліппулі.

### Радянський період
У 1941 — Адамсон-Еріка евакуювали в тил Радянського Союзу. У 1940-1942 роках — він був секретарем організаційного комітету Спілки художників Естонської РСР, в 1942-1944 роках — головою. У 1942 — працював головним художником Державних ансамблів Естонії в Куйбишеві, а пізніше — в Ярославлі. У 1943 році отримав звання Заслуженого діяча мистецтв Естонської РСР. Цього ж року брав участь в організації виставки в Москві, присвяченій 600-річчю повстання Юрієвої ночі (разом в Хансом Круузе та багатьма іншими).
З 1944 по 1948 рік брав активну участь у створенні Центру прикладного мистецтва, який поклав початок комбінату «ARS» Художнього фонду. У 1945 році став членом комуністичної партії. У 1945-1949 роках — був директором Талліннського державного інституту прикладних мистецтв. У 1946 — став професором. А в 1947 — лауреатом премії Радянської Естонії.
26 квітня 1949 року відбулася так звана нарада художників. Адамсон-Ерік виступив з довгою — на 23 сторінки — доповіддю, в ній були самокритика і аналіз власної творчої діяльності. Після неї виступили члени комуністичної партії — Каарел Ірд, Прийду Аавік, Ліллі Промет та інші. В резолюції зборів — діяльність Адамсон-Еріка засудили і звинуватили його в формалізмі. У 1950 році VIII пленум Естонської комуністичної партії виключив Адамсон-Еріка зі Спілки художників Естонської РСР і з партії.
У 1951-1953 роках працював на взуттєвій фабриці «Комунар» простим робітником.
З 1953 і до останніх днів життя був професором Державного художнього інституту Естонської РСР. Спочатку — з композиції, потім — на кафедрі обробки шкіри.
У 1955 році переніс важкий інфаркт та інсульт, що призвели до паралічу правої половини тіла художника. Протягом 1955-1958 років, завдяки постійним тренуванням, йому вдалося повернутися до живопису, малював лівою рукою. Літо проводив переважно на хуторі Лохусалу.
Помер у Таллінні 2 грудня 1968 року від інфаркту. Похований на Лісовому кладовищі у Таллінні.

## Творчість

### 1920-ті
У Талліні картини художника вперше виставлялися у 1925 році — на другій оглядовій виставці естонського мистецтва (15 вересня — 15 жовтня). Цього ж року він взяв участь у позаконкурсній виставці «Novembergruppe» в Берліні, де презентував дві свої картини.
У 1926 — на запрошення Яана Коорта разом з Миколою Трійком взяв участь у виставці естонського Союзу художників у Таллінні. У 1927 — презентував свої роботи на великих виставках в Парижі: «Осінній салон», «Салон незалежних» та «Салон Тюільрі», де виставлявся протягом наступних 10 років.
У травні 1928 року виставлявся у галереї Бломквіста в Осло під назвою «Група паризьких естонських художників» разом з Крістіаном Тедером та Едуардом Війральтом. Цього ж року, з 29 червня по 12 липня, ця трійця виставлялась у Таллінні, на вулиці Вене, 22. Згодом — у місті Пярну, де до художників приєднався також Антон Старкопф.
У 1929 році взяв участь у виставці мистецтва Естонії у Гельсінкі — з 9 лютого по 3 березня. Фінський уряд тоді купив для зібрання Атенеума картину Адамсон-Еріка «Портрет С. Барбаруса» (1928). Цього ж року його роботи були на виставці естонського мистецтва, що проходила в Любеці з 2 по 23 квітня. З 4 по 18 травня — аналогічна виставка в Парижі. Адамсон-Ерік був її співорганізатором, а також презентував власні роботи. Тоді у нього купили для Люксембургського музею Jeu de Paume картину «Портрет батька» (1928), яка нині знаходиться у зібранні паризького Центру Жоржа Помпіду. З 15 серпня по 20 вересня аналогічна виставка проходила в Кілі, а з 6 жовтня по 3 листопада — у Кьонігсберзі.
Перша персональна виставка художника пройшла з 24 листопада 1929 року по 7 січня 1930 у Таллінні, в Естонському художньому музеї. Це було 17 робіт Адамсон-Еріка — картини і текстильні роботи, виткані у жіночій професійній школі Таллінна.

### 1930-ті

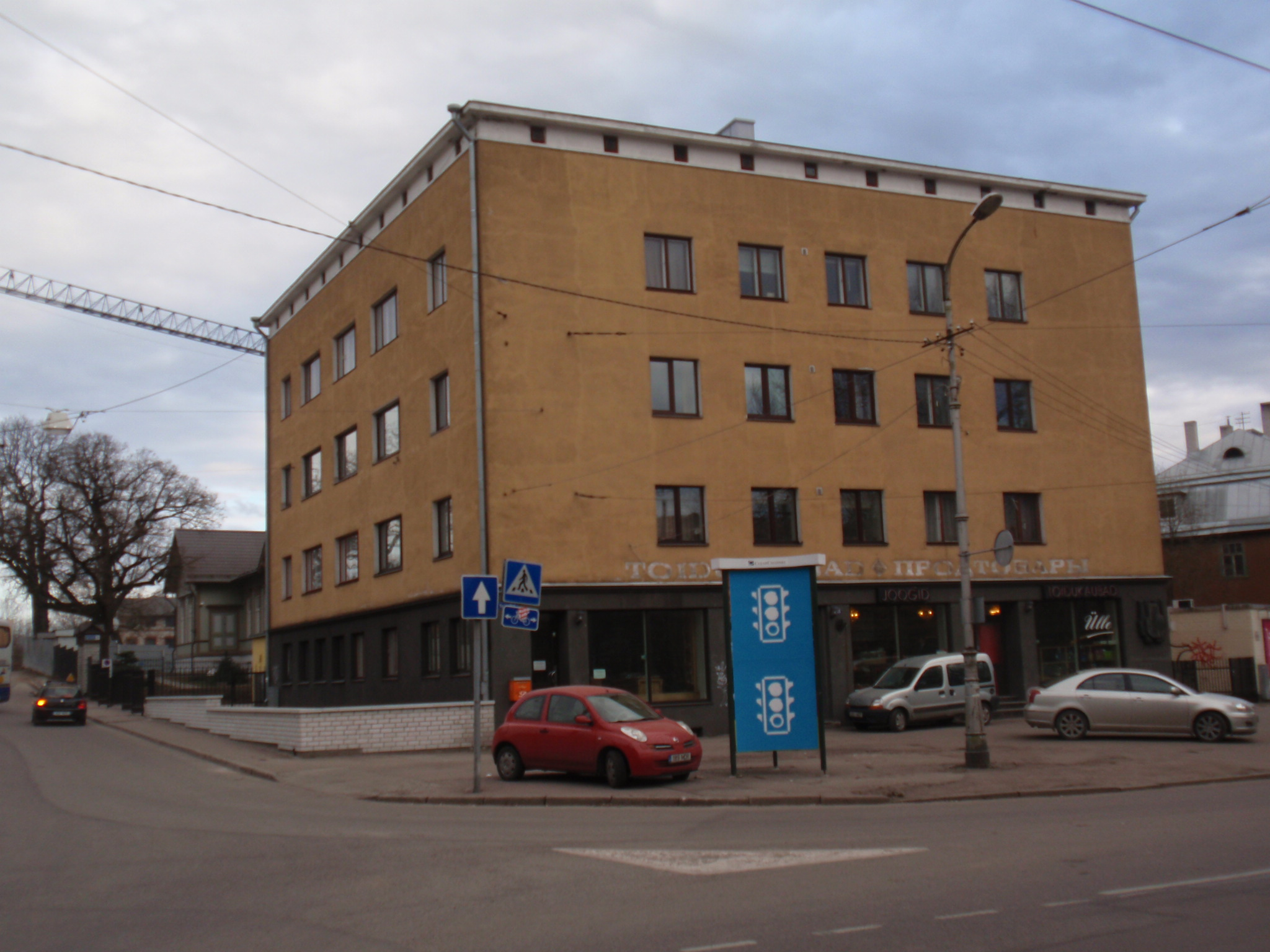
Будинок в Таллінні, де Адамсон-Ерік жив з 1936 по 1968 рік
2011

З 9 по 23 березня 1930 року пройшла спільна з Крістіаном Тедером виставка в Тарту, у школі мистецтв «Паллас», на вулиці Карлова, 2 — Адамсон-Ерік презентував 39 своїх картин. Цього ж року його роботи були на виставках естонського мистецтва, що проходили в Берліні (4-19 січня), Кьольні (15-30 березня), Копенгагені (10-25 травня).
З 15 вересня по 8 жовтня 1934 року пройшла виставка художника, присвячена відкриттю Талліннського Будинку мистецтва. У ньому Адамсон-Ерік отримав ательє, де і пройшла персональна виставка його робіт, створених в Греції.
У 1935 році роботи художника були на виставці естонського мистецтва, що проходила в Москві. Тоді у нього купили «Портрет батька II» (1930—1932) — для зібрання Московського музею нового західного мистецтва. У 1971 році цю картину передали в колекцію Естонського художнього музею.
З 24 жовтня по 4 листопада 1936 року пройшла персональна виставка Адамсон-Еріка в галереї Стрінберга в Гельсінкі, де були представлені 42 роботи художника за 1929—1936 роки. Фінський уряд тоді купив картину «Зимовий Таллінн» (1935).
26 травня 1937 року в Парижі відкрилася Всесвітня виставка, Балтійський павільйон почав працювати з 17 червня. Адамсон-Ерік отримав два почесні дипломи виставки (Diplômes d'honneur) — за килими, порцеляну та кераміку. Він брав участь і в оформленні виставки.
У 1938 році персональна виставка художника пройшла в Талліннському Будинку мистецтва — з 12 по 20 лютого. На ній було представлено 148 його робіт. Цього ж року на берлінській Міжнародній виставці прикладного мистецтва отримав почесну медаль — за роботи зі шкіри.
З 6 по 18 травня 1939 — в Будинку художників в Стокгольмі пройшла чергова персональна виставка Адамсон-Еріка, де було представлено 64 його роботи: живопис, текстиль, порцеляна, вироби зі шкіри. Для Національного музею у нього тоді купили «Стоячий живопис» (1937), переплетення «Калевіпоег» (1938) і декоративну тарілку 1938 року. Також у 1939 художник брав участь у виставках естонського мистецтва в Римі (18-28 лютого), Будапешті (24 березня — 10 квітня), Антверпені (20 травня — 7 червня). З 8 по 18 вересня — презентував свій живопис на виставці в Талліннському Будинку мистецтва разом з Олександром Бергман-Варді, Яаном Грюнбергом, Каарелом Ліймандом, Карлом Пярсімягі, Крістіаном Тедером. А з 21 січня по 5 лютого 1940 року ці ж художники були представлені на виставці в Тарту.
Також у 1930-ті роки Адамсон-Еріка — крім живопису, розпису порцеляни, виготовлення керамічних ваз, декоративних тканин та настінних килимів — цікавила і літографія на тканинах. Робив він і ювелірні прикраси та декоративний металевий посуд, проектував меблі та освітлювальну арматуру.

### Останні роки
У серпні 1962 року персональна виставка художника пройшла в Талліннському Будинку мистецтва, а в вересні — у Москві. На них презентували понад 900 робіт Адамсон-Еріка.
У кінці 1967 — персональна виставка в Тартуському художньому музеї, де було виставлено понад 500 робіт, у 1968 році — велика персональна виставка в Каунасі.

## Вшанування пам'яті

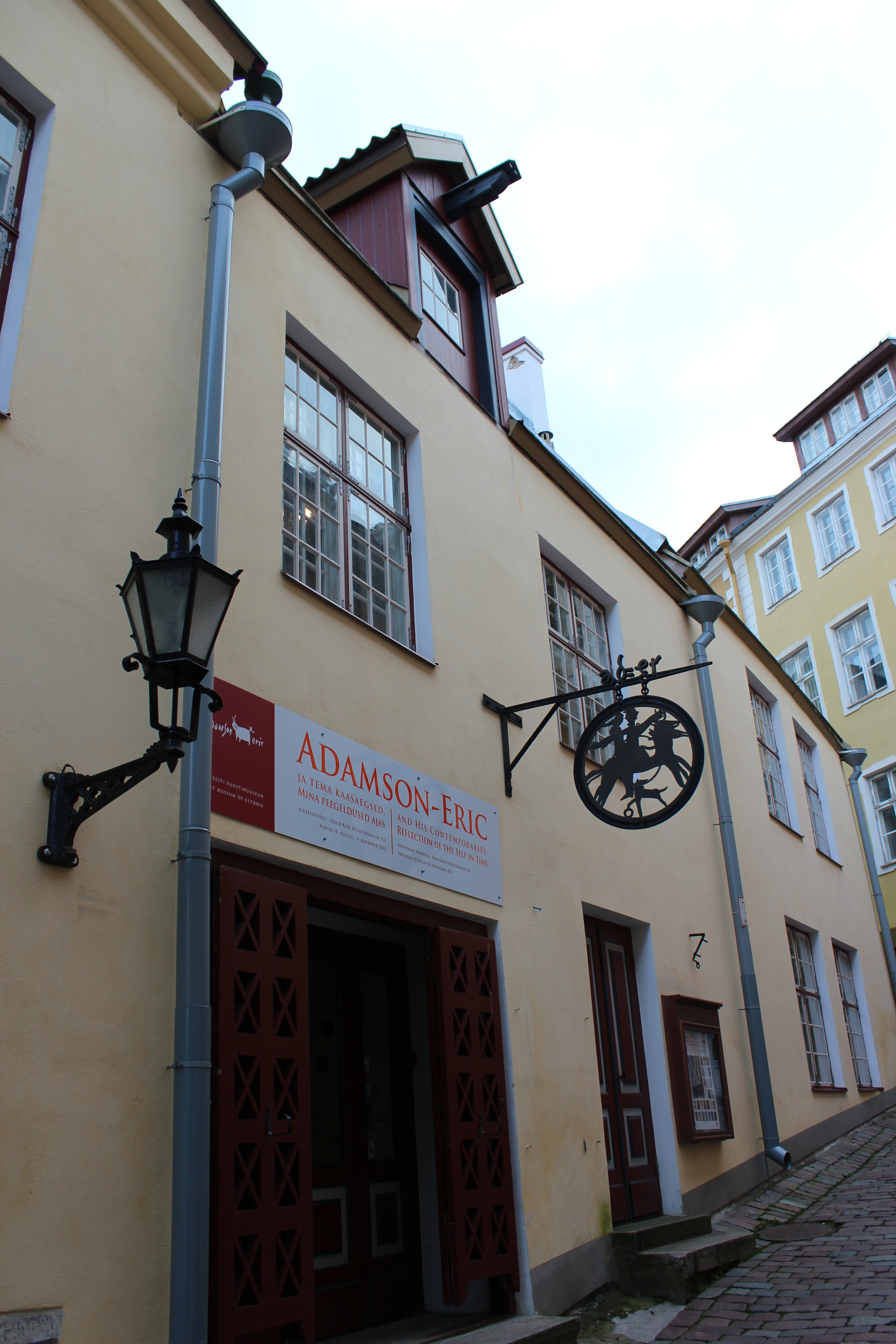
Будівля Музею Адамсон-Еріка в Таллінні
2012

2 грудня 1983 року в Таллінні, на вулиці Люхіке ялг, 3, в маленькому середньовічному двоповерховому купецькому будинку, відкрили Музей Адамсон-Еріка. Вдова художника, професор текстилю Марі Адамсон, подарувала більше тисячі його робіт Естонському художньому музею з умовою, що вони будуть зберігатися і експонуватися в цій будівлі єдиним зібранням.
Нині в музеї, крім картин Адамсон-Еріка, також представлені — кераміка, розпис по порцеляні, вироби зі шкіри, металеві форми, прикраси, декоративні панно, текстиль та меблі.

## Відомі картини
- «Портрет батька» (1928), Центр Жоржа Помпіду, Париж
- «Портрет батька ІІ» (1930—1932), Естонський художній музей, Таллінн
- Триптих «Весна. Літо. Осінь» (1935), Естонський художній музей, Таллінн

## Картини
- Картини, порцеляна та інші роботи Адамсон-Еріка з колекції Музею Адамсон-Еріка в Таллінні. [Архівовано 22 квітня 2017 у Wayback Machine.](ест.)